# Oeyregave
Oeyregave là một xã, thuộc tỉnh Landes trong vùng Nouvelle-Aquitaine. Xã này có diện tích 8,03 kilômét vuông, dân số năm 2006 là 317 người. Xã này nằm ở khu vực có độ cao trung bình 45 mét trên mực nước biển.

## Biến động dân số
| Năm | 1962 | 1968 | 1975 | 1982 | 1990 | 1999 | 2006 |
| --- | ---- | ---- | ---- | ---- | ---- | ---- | ---- |
| Dân số | 344  | 425  | 402  | 350  | 289  | 293  | 317  |
| From the year 1962 on: No double counting—residents of multiple communes (e.g. students and military personnel) are counted only once. |      |      |      |      |      |      |      |